# Bothrops itapetiningae
Bothrops itapetiningae е вид змия от семейство Отровници (Viperidae). Видът не е застрашен от изчезване.

## Разпространение
Разпространен е в Бразилия (Гояс, Мато Гросо, Минас Жерайс, Парана и Сао Пауло).